# Elecciones estatales de Querétaro de 2024
Las elecciones estatales de Querétaro de 2024 se llevaron a cabo el domingo 2 de junio de 2024 y en ellas se renovaron los siguientes cargos de elección popular del estado mexicano de Querétaro:
- 25 diputados estatales: 15 diputados electos por mayoría relativa y 10 designados mediante representación proporcional para integrar la LXI Legislatura.
- 18 ayuntamientos: Compuestos por un presidente municipal, un síndico y un grupo de regidores. Electos para un periodo de tres años.

## Organización

### Partidos políticos
En las elecciones estatales tienen derecho a participar ocho partidos políticos. Siete son partidos políticos con registro nacional: Partido Acción Nacional (PAN), Partido Revolucionario Institucional (PRI), Partido de la Revolución Democrática (PRD), Partido del Trabajo (PT), Partido Verde Ecologista de México (PVEM), Movimiento Ciudadano (MC) y Movimiento Regeneración Nacional (Morena). Y un partido estatal: Partido Querétaro Seguro (PQS).

### Distritos electorales
Para la elección de diputados de mayoría relativa del Congreso del Estado de Querétaro el estado se divide en 15 distritos electorales. La distritación electoral vigente fue publicada por el Instituto Nacional Electoral en agosto de 2022.
| Distrito | Cabecera          | Municipios | Mapa |
| -------- | ----------------- | ---------- | ---- |
| 1        | Querétaro         | 1          |      |
| 2        | Querétaro         | 1          |      |
| 3        | Querétaro         | 1          |      |
| 4        | Querétaro         | 1          |      |
| 5        | Querétaro         | 1          |      |
| 6        | Querétaro         | 2          |      |
| 7        | Querétaro         | 1          |      |
| 8        | Querétaro         | 1          |      |
| 9        | Amealco de Bonfil | 3          |      |
| 10       | San Juan del Río  | 1          |      |
| 11       | San Juan del Río  | 1          |      |
| 12       | Tequisquiapan     | 2          |      |
| 13       | El Marqués        | 1          |      |
| 14       | Ezequiel Montes   | 4          |      |
| 15       | Jalpan de Serra   | 6          |      |

## Resultados

### Congreso del Estado de Querétaro
|  | 36.20 % |

|  | 33.55 % |

|  | 6.99 % |

|  | 6.38 % |

|  | 5.92 % |

|  | 3.25 % |

|  | 2.16 % |

|  | 1.55 % |

|  | 3.96 % |

|  | 100 % |

### Ayuntamientos
|  | 40.24 % |

|  | 29.27 % |

|  | 6.30 % |

|  | 6.22 % |

|  | 5.38 % |

|  | 3.90 % |

|  | 2.54 % |

|  | 1.81 % |

|  | 1.04 % |

|  | 96.74 % |

|  | 3.26 % |